# Konsulat RP we Władywostoku

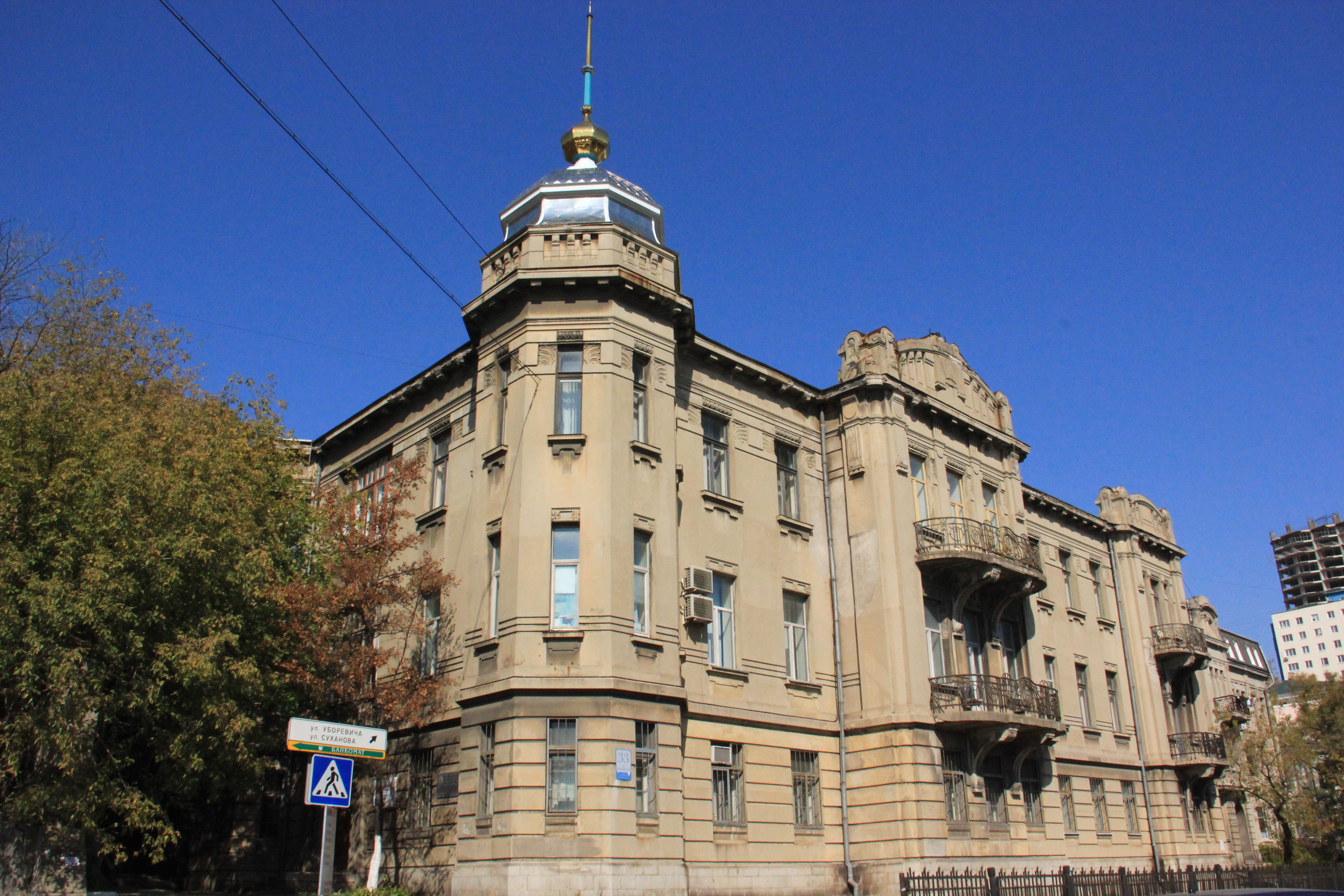
Była siedziba konsulatu RP we Władywostoku przy ul. Puszkińskiej 33 (1921-1923)

Konsulat RP we Władywostoku – polski urząd konsularny działający w latach 1920–1924 we Władywostoku, również epizodycznie jako delegatura ambasady RP (Представительствo посольства Польши во Владивостоке) w 1942.
W I okresie do kompetencji terytorialnej urzędu należały gubernie Przymorska, Amurska, Sachalin i kraje na północ od tych prowincji.

## Kierownicy konsulatu
- 1919 – Stanisław Pawłowski, konsul[1]
- 1920–1921 – Karol Karczewski, konsul
- 1921–1922 – dr Stanisław Walicki, p.o. sekretarza konsularnego
- 1922–1924 – Michał Morgulec, konsul
- 1942 - Maciej Załęski, I sekretarz, delegat[2]

## Siedziba
Urząd mieścił się przy ul. Puszkińskiej 6 (Пушкинская ул.) (1921), dom nie zachował się, w domu braci Sinkiewicz z 1915 (proj. Georg Junghändel) przy ul. Puszkińskiej 33 (1921–1923), w hotelu Czeluskin (гостиница Челюскин), obecnie Versal (гостиница Версаль) z 1909 (proj. I. Mieszkow), przy ul. Swietłańskiej (ул. Светланская) 10 (1941).